# Concert du nouvel an 1977 à Vienne
Le concert du nouvel an 1977 de l'orchestre philharmonique de Vienne, qui a lieu le 1er janvier 1977, est le 37e concert du nouvel an donné au Musikverein, à Vienne, en Autriche. Il est dirigé pour la 23e fois consécutive par le chef d'orchestre autrichien Willi Boskovsky.
Pour la première fois, Johann Strauss II n'y est pas le compositeur principal, car dépassé par son frère Josef avec neuf pièces, et la célèbre Marche de Radetzky de leur père Johann, qui traditionnellement clôt le concert, n'est pas jouée cette année. Par ailleurs, Joseph Lanner fait son retour dans le répertoire après cinq ans.
Pour la première fois depuis seize ans, aucune nouvelle pièce n'est jouée au concert du nouvel an.

## Programme

### Première partie
1. Johann Strauss II : ouverture de l'opérette Cagliostro in Wien
2. Joseph Lanner : Die Romantiker, valse, op. 167
3. Johann Strauss : Wettrennen-Galopp, galop, op. 29
4. Johann Strauss II : Persischer Marsch, marche, op. 289
5. Johann Strauss II : Champagner-Polka – Musikalischer Scherz, polka, op. 211
6. Johann Strauss II : Roses du Sud, valse, op. 388

### Deuxième partie
1. Josef Strauss : Mein Lebenslauf ist Lieb' und Lust, valse, op. 263
2. Josef Strauss : Im Fluge, polka rapide, op. 230
3. Josef Strauss : Die Emancipirte, polka-mazurka, op. 282
4. Josef Strauss : Ohne Sorgen, polka rapide, op. 271
5. Josef Strauss : Heiterer Muth, polka française, op. 281
6. Josef Strauss : Delirien-Walzer, valse, op. 212
7. Josef Strauss : Plappermäulchen, polka rapide, op. 245
8. Josef Strauss : Dorfschwalben aus Österreich, valse, op. 164
9. Josef Strauss : Jokey-Polka, polka rapide, op. 278